# Bart Dodson
Bart Dodson (...) è un ex atleta paralimpico statunitense, che ha gareggiato nella categoria 1C/TW1/T50/T51.

## Biografia
Atleta affetto da tetraplegia, è particolarmente noto per aver conquistato otto medaglie d'oro alle Paralimpiadi di Barcellona nel 1992, gareggiando su tutte le distanze dai 100 ai 5000 metri piani singolarmente e nelle due staffette 4×100 e 4×400.
Bart Dodson ha partecipato a cinque edizioni dei Giochi paralimpici estivi (dal 1984 al 2000), mostrando di padroneggiare le più svariate specialità e vincendo complessivamente venti medaglie. Vanno ricordati l'oro nel pentathlonn e nel lancio della clava nel 1984; quelli del 1988 nelle staffette 4×100 e 4×200 m (specialità non più riproposta in seguito); l'argento nella maratona ad Atlanta e l'oro nei 200 metri piani alle Paralimpiadi di Sydney nel 2000.

## Palmarès
| Anno | Manifestazione     | Sede                      | Evento                | Risultato | Prestazione | Note |
| ---- | ------------------ | ------------------------- | --------------------- | --------- | ----------- | ---- |
| 1984 | Giochi paralimpici | New York Stoke Mandeville | 200 m piani 1A        | Argento   | 1'01"10     |      |
| 1984 | Giochi paralimpici | New York Stoke Mandeville | Lancio della clava 1A | Oro       | 23,54 m     |      |
| 1984 | Giochi paralimpici | New York Stoke Mandeville | Pentathlon 1A         | Oro       | 3 273 p.    |      |
| 1988 | Giochi paralimpici | Seul                      | 100 m piani 1A        | Argento   | 24"62       |      |
| 1988 | Giochi paralimpici | Seul                      | 1500 m piani 1A       | Bronzo    | 5'54"55     |      |
| 1988 | Giochi paralimpici | Seul                      | Maratona 1A           | Bronzo    | 3h00'41"    |      |
| 1988 | Giochi paralimpici | Seul                      | 4×100 m 1A-1C         | Oro       | 1'23"52     |      |
| 1988 | Giochi paralimpici | Seul                      | 4×200 1A-1C           | Oro       | 2'31"17     |      |
| 1992 | Giochi paralimpici | Barcellona                | 100 m piani TW1       | Oro       | 23"16       |      |
| 1992 | Giochi paralimpici | Barcellona                | 200 m piani TW1       | Oro       | 43"63       |      |
| 1992 | Giochi paralimpici | Barcellona                | 400 m piani TW1       | Oro       | 1'20"99     |      |
| 1992 | Giochi paralimpici | Barcellona                | 800 m piani TW1       | Oro       | 2'45"78     |      |
| 1992 | Giochi paralimpici | Barcellona                | 1500 m piani TW1      | Oro       | 5'13"69     |      |
| 1992 | Giochi paralimpici | Barcellona                | 5000 m piani TW1      | Oro       | 17'40"02    |      |
| 1992 | Giochi paralimpici | Barcellona                | 4×100 m TW1-2         | Oro       | 1'10"92     |      |
| 1992 | Giochi paralimpici | Barcellona                | 4×400 m piani TW1-2   | Oro       | 4'35"86     |      |
| 1996 | Giochi paralimpici | Atlanta                   | 400 m piani T50       | 4º        | 1'27"78     |      |
| 1996 | Giochi paralimpici | Atlanta                   | 800 m piani T50       | Bronzo    | 2'47"63     |      |
| 1996 | Giochi paralimpici | Atlanta                   | 1500 m piani T50      | 5º        | 6'27"13     |      |
| 1996 | Giochi paralimpici | Atlanta                   | Maratona T50          | Argento   | 3h08'26"    |      |
| 2000 | Giochi paralimpici | Sydney                    | 200 m piani T51       | Oro       | 43"92       |      |
| 2000 | Giochi paralimpici | Sydney                    | 400 m piani T51       | Bronzo    | 1'28"07     |      |
| 2000 | Giochi paralimpici | Sydney                    | 1500 m piani T51      | 6º        | 5'28"34     |      |